# Supercoppa italiana 2006 (calcio femminile)
La Supercoppa italiana 2006 di calcio femminile si è disputata sabato 2 settembre 2006 allo Stadio Comunale di Saint Vincent. La sfida ha visto contrapposte la Fiammamonza, vincitore della Serie A 2005-2006, ed il Bardolino Verona, vincitore della Coppa Italia 2005-2006.
A conquistare il titolo è stato il Fiammamonza, grazie ad una rete di Chiara Gazzoli al 16' della ripresa.

## Tabellino
| Arbitro: | Filippo Peron (Biella) |

|             |           |  |
| Gazzoli 61’ | Marcatori |  |

| Fiammamonza | Bardolino Verona |

### Formazioni
| Fiammamonza      |    |                      |             |     |
|                  |    |                      |             |     |
| P                | 1  | Chiara Marchitelli   |             |     |
| D                | 2  | Paola Balconi        |             |     |
| D                | 3  | Elena Rivolta        |             |     |
| D                | 4  | Viviana Schiavi      |             |     |
| D                | 5  | Roberta D'Adda       |             |     |
| C                | 6  | Laura Donghi         | Ammonizione |     |
| C                | 7  | Samantha Ceroni      |             |     |
| C                | 8  | Cristina Murelli     |             |     |
| A                | 9  | Valentina Ronsivalle | Ammonizione | 65’ |
| A                | 10 | Chiara Gazzoli       |             |     |
| A                | 11 | Naila Ramera         |             |     |
| A disposizione:  |    |                      |             |     |
| P                | 12 | Giada Ferraro        |             |     |
| D                | 13 | Rita Bertoni         |             |     |
| C                | 14 | Ilaria Franchin      |             |     |
| C                | 15 | Roberta Palmieri     |             |     |
| C                | 16 | Serenella Liberati   |             |     |
| C                | 17 | Chiara Dedè          | 62’         |     |
| A                | 18 | Veronica Vinci       |             |     |
| Allenatore:      |    |                      |             |     |
| Nazzarena Grilli |    |                      |             |     |

| Bardolino Verona |    |                      |     |
|                  |    |                      |     |
| P                | 1  | Carla Brunozzi       |     |
| D                | 19 | Alessia Tuttino      |     |
| D                | 5  | Maria Sorvillo       |     |
| D                | 2  | Moira Placchi        | 68’ |
| D                | 21 | Michela Rodella      | 88’ |
| C                | 3  | Roberta Stefanelli   |     |
| C                | 15 | Laura Barbierato     |     |
| C                | 11 | Penelope Riboldi     |     |
| A                | 8  | Melania Gabbiadini   |     |
| A                | 9  | Patrizia Panico      |     |
| A                | 10 | Valentina Boni (c)   |     |
| A disposizione:  |    |                      |     |
| P                | 12 | Anna Maria Picarelli |     |
| A                | 14 | Susanna Manzoni      |     |
| C                | 4  | Maria Iole Volpi     |     |
| C                | 6  | Debora Mascanzoni    | 88’ |
| C                | 7  | Silvia Toselli       |     |
| C                | 6  | Michela Ledri        |     |
| A                | 23 | Cristiana Girelli    | 68’ |
| Allenatore:      |    |                      |     |
| Renato Longega   |    |                      |     |